# St. Peter und Paul (Katowice)

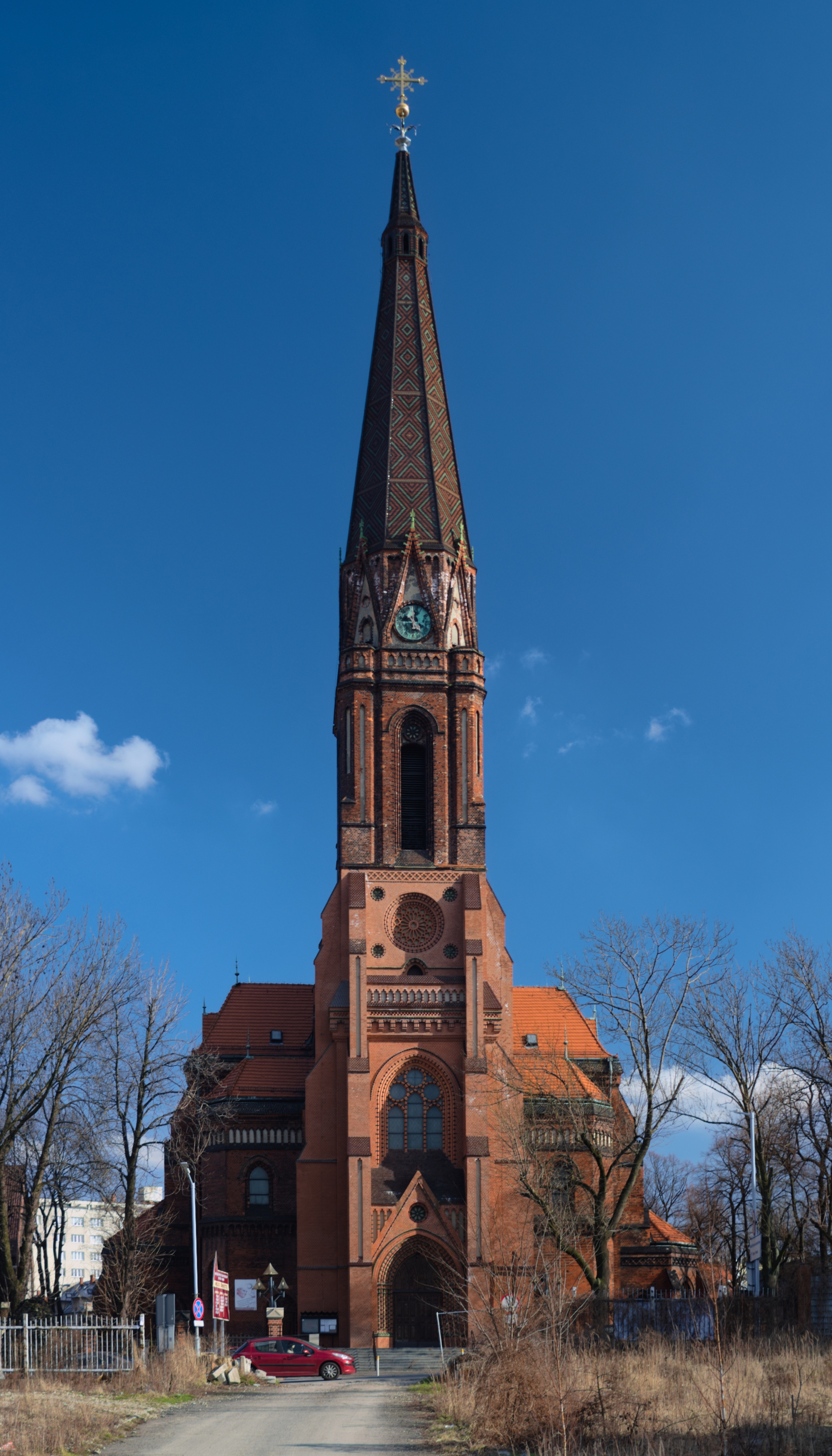
St. Peter und Paul, Turmfront (2020)

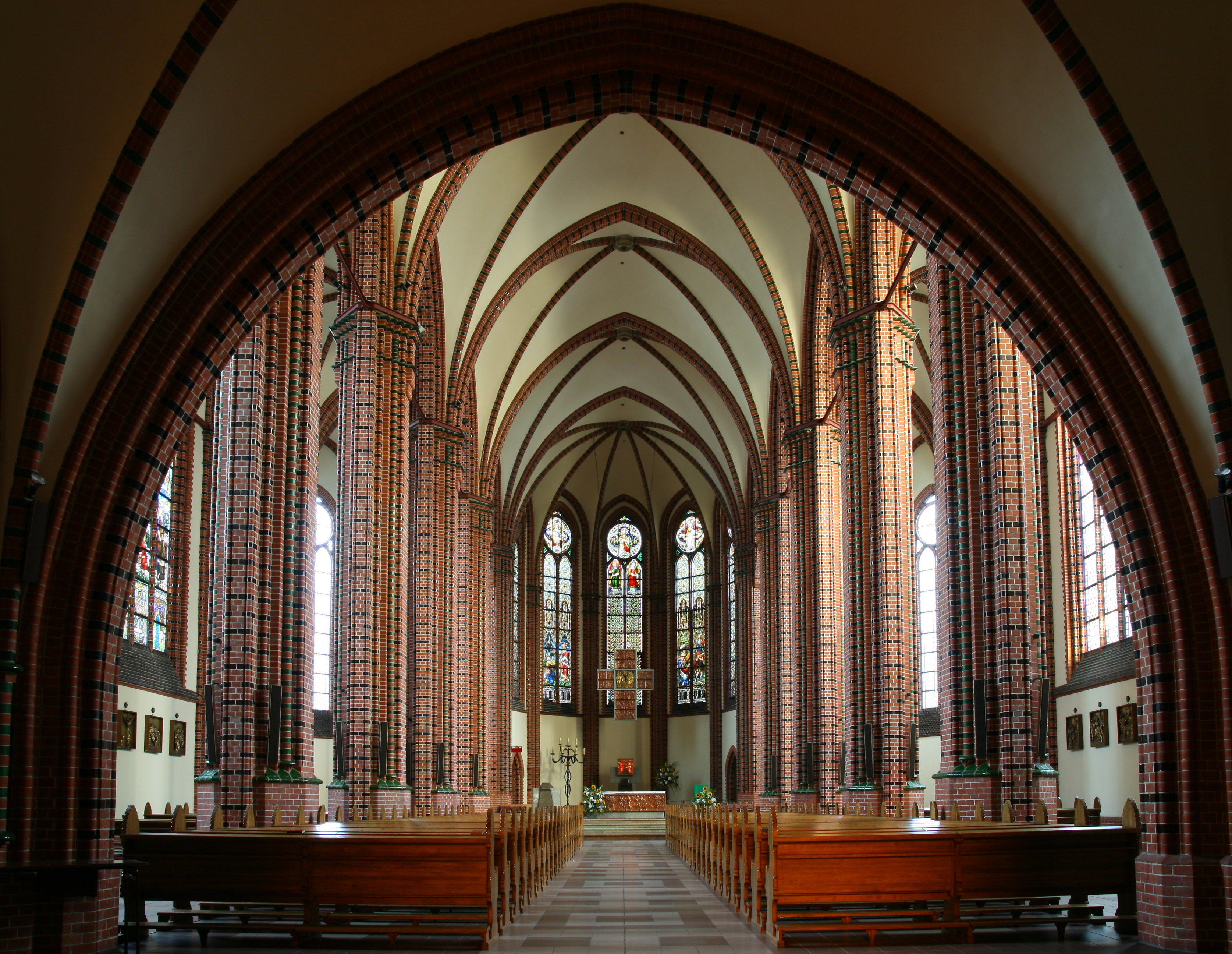
Inneres

St. Peter und Paul (polnisch Kościół Świętych Apostołów Piotra i Pawła) ist eine katholische Pfarrkirche in Kattowitz, der Hauptstadt der Woiwodschaft Schlesien. Sie wurde in den Jahren 1898 bis 1902 nach Plänen von Joseph Ebers erbaut. Von 1925 bis 1957 war sie Kathedrale des Bistums Kattowitz.

## Geschichte
Um die Mitte des 19. Jahrhunderts begann die rasche Entwicklung von Kattowitz zur Industriestadt. 1870 war die neugotische Marienkirche fertiggestellt. Für die weiter wachsenden Stadtteile im Süden wurde um 1890 mit der Planung einer neuen Kirche begonnen. 1892 erwarb der Kirchenvorstand von St. Marien dafür das Grundstück. Über den Baustil der neuen Kirche – wieder gotische oder romanische Formen – bestand lange Uneinigkeit. Kardinal Georg von Kopp versprach bei einem Besuch die Summe von 20.000 Mark und empfahl, den Breslauer Diözesanbaumeister Joseph Ebers mit dem Bau zu beauftragen. Ebers gehörte der Hannoverschen Architekturschule an und entwarf eine Hallenkirche nach Vorbildern der norddeutschen Backsteingotik.
Bei der Errichtung des Bistums Kattowitz im November 1925 wurde St. Peter und Paul zur Bischofskirche erhoben. Der gleichzeitig in Angriff genommene Bau der Christkönigskathedrale konnte erst 1957 vollendet werden.

## Architektur
St. Peter und Paul besteht aus einem fünfjochigen Langhaus mit drei gleich hohen, kreuzgratgewölbten Schiffen, einem kurzen Querhaus mit polygonalen Abschlüssen und einem 5/8-Chor. Den Westabschluss bildet die Portalfassade mit dem viergeschossigen, reich gegliederten Turm. Die Langhausjoche sind durch eigene Querdächer, der Chor durch einen Dachreiter hervorgehoben.
Der Innenraum, dessen ziegelrote Säulen und Dienste mit dem Weiß der Wandflächen kontrastieren, atmet Weite und lenkt den Blick zugleich in die Höhe.